# Philippe-Guillaume d'Orange
Philippe-Guillaume d'Orange, né le 19 décembre 1554 à Buren, mort le 20 février 1618 à Bruxelles, est le fils de Guillaume d'Orange-Nassau, héritier de la principauté d'Orange qui était alors une enclave souveraine dans le sud-est de la France.

## Biographie
Alors que son père était engagé dans la rébellion des provinces septentrionales des Pays-Bas espagnols, il fut pris en otage à l'Université de Louvain par le duc d'Albe à l'âge de treize ans et fut envoyé en Espagne pour conclure ses études. Demeuré catholique, il fut tenu à l'écart de la rébellion et demeura loyal à la couronne d'Espagne. Il poursuivit ses études à l'université d'Alcalá de Henares.

Il épousa Éléonore de Bourbon-Condé.

## Titres
- Marquis de Veere et Flessingue
- Comte de Nassau-Dillenburg, Buren, Leerdam, Katzenelnbogen et Vianden
- Vicomte d'Anvers
- Baron de Aggeris, Bréda, Cranendonck, Pays de Cuijk, Daesburg, Eindhoven, Grave, De Lek, IJsselstein, Diest, Grimbergen, Herstal, Warneton, Beilstein, Bentheim-Lingen, Moers, Arlay et Nozeroy
- Seigneur de Dasburg, Mont-Sainte-Gertrude, Hooge en Lage Zwaluwe, Klundert, Montfort, Naaldwijk, Niervaart, Polanen, Steenbergen, Sint-Maartensdijk, Willemstad, Bütgenbach, Saint-Vith et Besançon.